# Мамоново (Новгородська область)
Мамоново (рос. Мамоново) — присілок в Холмському районі Новгородської області Російської Федерації.
Населення становить 73 особи. Входить до складу муніципального утворення Тогодське сільське поселення.

## Історія
Від 2004 року входить до складу муніципального утворення Тогодське сільське поселення.

## Населення
| 2010 |
| ---- |
| 73   |